# Fimbristylis sieboldii
Fimbristylis sieboldii är en halvgräsart som beskrevs av Friedrich Anton Wilhelm Miquel, Adrien René Franchet och Paul Amédée Ludovic Savatier. Fimbristylis sieboldii ingår i släktet Fimbristylis och familjen halvgräs.

## Underarter
Arten delas in i följande underarter:
- F. s. anpinensis
- F. s. sieboldii